# 三枝守友
三枝昌貞（1537年—1575年6月29日）為日本戰國時代的武田氏家臣，通稱守友。他是三枝虎吉的兒子，先後效忠於武田信玄及武田勝賴兩代。由於娶了山縣昌景女兒為妻，故又名山縣善右衛門。

## 略歷
出身於武田信玄奧近習六人衆，後來正式成為武田信玄的侍大將。在攻打花澤城後被武田信玄賜給山縣昌景的名刀吉光並成為武田二十四將之一。在長篠之戰，他被任命配屬為河窪信實（信玄的異母弟）之副將，負責在鳶巢山監視長篠城的動向。期間遭到了酒井忠次的軍隊突襲，首先遭到奇襲隊副將本多廣孝的攻擊，後來德川軍松平清宗增援，在人數劣勢下，於姥懷支砦與兩個弟弟三枝源左衛門守義、三枝甚太郎守光(山縣昌次)同時戰死。
昌貞死後，嫡男守吉尚處年幼緣故，由唯一倖存的三弟貞吉以「名代」的名義代理三枝家的家主事務，甲斐武田家滅亡後，昌吉臣服於德川家，在德川家康指定之下昌吉正式成為三枝家的家督，守吉成為三枝分家。
此外，他的子孫在江戶時代是幕府的旗本。